# Tarqeq (satèl·lit)
Tarqeq, també conegut com a Saturn LII (designació provisional S/2007 S 1), és un satèl·lit natural de Saturn. El seu descobriment va ser anunciat per Scott S. Sheppard, David C. Jewitt, Jan Kleyna, and Brian G. Marsden el 13 d'abril de 2007, a partir d'observacions preses entre el 5 de gener de 2006 i el 22 de març de 2007.
El semieix major de S/2007 S 1 és de 17.910,6 milions de km i orbita a Saturn en 894.86 dies. L'òrbita té una inclinació de 49,9° respecte a l'eclíptica, i de 49,77° respecte a l'equador de Saturn, en una direcció retrògrada i amb una excentricitat orbital de 0,1081. El seu diàmetre és de set quilòmetres. És un membre del grup Inuit de satèl·lits irregulars.
Tarqeq va ser anomenat com a Tarqeq, el déu de la lluna inuit.